# Live Seeds
Live Seeds – pierwsze oficjalne wydawnictwo koncertowe zespołu Nick Cave and the Bad Seeds, wydane 6 września 1993 roku w Europie nakładem Mute Records i w Stanach Zjednoczonych nakładem Elektra Records. Wśród zarejestrowanych utworów znajduje się jeden który nigdy nie był rejestrowany w studio, a mianowicie „Plain Gold Ring”, cover utworu Niny Simone. Płyta była rejestrowana w trakcie trasy koncertowej promującej wydawnictwo „Henry’s Dream” w latach (1992-1993) i w zamierzeniu Cave'a płyta miała mieć surowy charakter, taki jakiego nie udało się uzyskać w trakcie produkcji poprzedniego krążka.

## Utwory
1. „Mercy Seat” – 4:46
2. „Deanna” – 4:40
3. „The Ship Song” – 4:18
4. „Papa Won't Leave You, Henry” – 6:28
5. „Plain Gold Ring” – 5:04
6. „John Finn's Wife” – 5:52
7. „Tupelo” – 6:04
8. „Brother, My Cup Is Empty” - 3:13
9. „The Weeping Song” - 3:59
10. „Jack the Ripper” – 3:48
11. „The Good Son” - 4:27
12. „From Her to Eternity” - 4:53
13. „New Morning” - 3:21

## Skład zespołu
- Nick Cave – wokal
- Mick Harvey – gitara, ksylofon
- Blixa Bargeld – gitara
- Thomas Wydler – perkusja
- Conway Savage – pianino, instrumenty klawiszowe
- Martyn P. Casey – gitara basowa